# Etroplus
Etroplus es un pequeño género de peces de la familia Cichlidae con unas tres especies originarias del sur de India y Sri Lanka.
Sus parientes vivos más cercanos son Paretroplus de Madagascar. Estos están separados debido a que durante el Mesozoico, Madagascar y la Placa India se habían separado al final del Cretácico quedando así alejados. (Sparks 2004). 

## Especies
- Etroplus canarensis conocido como "Canara pearlspot".
- Etroplus maculatus conocido como "Orange chromide".
- Etroplus suratensis conocido como "Green chromide".